# Can't Stop Dancin'
"Can't Stop Dancin'"  é uma canção da cantora americana Becky G. Um videoclipe foi lançado na conta oficial de G no Vevo em 3 de dezembro de 2014. Um remix com o cantor colombiano J Balvin foi lançado em 3 de março de 2015.

## Lançamento
"Can't Stop Dancin '" foi lançado nas lojas online via download digital, em 4 de novembro de 2014. O vídeo da letra da música também foi postado no YouTube e VEVO, no mesmo dia de seu lançamento, com participação especial da cantora americana Katy Perry.

## Composição
"Can't Stop Dancin '" está escrito na clave de Sol menor e acompanha um ritmo moderado no intervalo de 100 batimentos por minuto. Enquanto a melodia segue a sequência Gm - E♭ - B♭ como sua progressão de acordes, os vocais de G vão do tom baixo de F3 até o tom alto de B ♭ 4.

## Vídeo musical
O vídeo foi lançado em 2 de dezembro de 2014 via VEVO, sendo enviado ao YouTube no dia seguinte.
O vídeo mostra G chegando a um clube com seus amigos e depois fazendo uma dança coreografada com dois dançarinos. Essas cenas são unidas com fotos dela fora de vários lugares, como uma casa e algumas escadas. G também toca a música em frente a uma parede de ciano claro, bem como dentro de um quarto com uma cama, uma cadeira e uma TV.
O vídeo tem mais de 180 milhões de visualizações até novembro de 2019.

## Desempenho nas tabelas musicais
"Can't Stop Dancin '" estreou no número 98 na parada da Billboard Hot 100 dos EUA e número 40 na Billboard Pop Songs na semana de 10 de janeiro de 2015. A música saiu da parada da Billboard Hot 100 na semana seguinte. Na semana de 7 de fevereiro de 2015, a música voltou a entrar no número 95 e atingiu o número 88, tornando-se a semana seguinte.
| Tabela musical (2014–15)                  | Melhor posição |
| ----------------------------------------- | -------------- |
| Eslováquia (Singles Digitál Top 100)      | 95             |
| Estados Unidos (Billboard 100)            | 88             |
| Estados Unidos (Pop Songs)                | 34             |
| Estados Unidos (Pop Digital Songs)        | 34             |
| Estados Unidos (Monitor Latino)           | 10             |
| Finlândia (Suomen virallinen radiolista)  | 86             |
| Países Baixos (Dutch Top 40)              | 1              |
| República Checa (Singles Digitál Top 100) | 45             |
| Suécia (Sverigetopplistan)                | 1              |